# Tour de Catalogne 2015
La 95e édition du Tour de Catalogne a eu lieu du 23 au 29 mars 2015. C'est la cinquième épreuve de l'UCI World Tour 2015.
Elle a été remportée par l'Australien Richie Porte (Sky) qui s'impose de quatre secondes devant l'Espagnol Alejandro Valverde (Movistar), vainqueur des deuxième, cinquième et septième étapes, et de cinq secondes sur l'Italien Domenico Pozzovivo (AG2R La Mondiale), lauréat de la troisième étape.
L'Américain Thomas Danielson (Cannondale-Garmin) remporte le classement de la montagne, l'Espagnol Lluís Mas (Caja Rural-Seguros RGA) celui des sprints et le Néerlandais Wilco Kelderman (Lotto NL-Jumbo) finit meilleur jeune. L'Espagnol David de la Cruz (Etixx-Quick Step) termine meilleur coureur catalan tandis que la formation américaine BMC Racing finit meilleure équipe.

## Présentation

### Équipes
En tant qu'épreuve World Tour, les dix-sept WorldTeams participent à la course. L'organisateur a communiqué la liste des équipes invitées le 22 janvier 2015.
Vingt-quatre équipes participent à ce Tour de Catalogne - dix-sept WorldTeams et sept équipes continentales professionnelles :
| UCI WorldTeams      | UCI WorldTeams | UCI WorldTeams |
| Nom de l'équipe     | Pays           | Code           |
| ------------------- | -------------- | -------------- |
| AG2R La Mondiale    | France         | ALM            |
| Astana              | Kazakhstan     | AST            |
| BMC Racing          | États-Unis     | BMC            |
| Cannondale-Garmin   | États-Unis     | TCG            |
| Etixx-Quick Step    | Belgique       | EQS            |
| FDJ                 | France         | FDJ            |
| Giant-Alpecin       | Allemagne      | TGA            |
| IAM                 | Suisse         | IAM            |
| Katusha             | Russie         | KAT            |
| Lampre-Merida       | Italie         | LAM            |
| Lotto NL-Jumbo      | Pays-Bas       | TLJ            |
| Lotto-Soudal        | Belgique       | LTS            |
| Movistar            | Espagne        | MOV            |
| Orica-GreenEDGE     | Australie      | OGE            |
| Sky                 | Royaume-Uni    | SKY            |
| Tinkoff-Saxo        | Russie         | TCS            |
| Trek Factory Racing | États-Unis     | TFR            |

| Équipes continentales professionnelles | Équipes continentales professionnelles | Équipes continentales professionnelles |
| Nom de l'équipe                        | Pays                                   | Code                                   |
| -------------------------------------- | -------------------------------------- | -------------------------------------- |
| Bretagne-Séché Environnement           | France                                 | BSE                                    |
| Caja Rural-Seguros RGA                 | Espagne                                | CJR                                    |
| CCC Sprandi Polkowice                  | Pologne                                | CCC                                    |
| Cofidis                                | France                                 | COF                                    |
| Colombia                               | Colombie                               | COL                                    |
| Europcar                               | France                                 | EUC                                    |
| Wanty-Groupe Gobert                    | Belgique                               | WGG                                    |

## Étapes
| Étape     | Date    | Villes étapes          |                           | Distance (km) | Vainqueur d’étape  | Leader du classement général |
| --------- | ------- | ---------------------- | ------------------------- | ------------- | ------------------ | ---------------------------- |
| 1re étape | 23 mars | Calella - Calella      | Étape de moyenne montagne | 185,2         | Maciej Paterski    | Maciej Paterski              |
| 2e étape  | 24 mars | Mataró - Olot          | Étape vallonnée           | 191,8         | Alejandro Valverde | Maciej Paterski              |
| 3e étape  | 25 mars | Gérone - Gérone        | Étape de moyenne montagne | 156,6         | Domenico Pozzovivo | Pierre Rolland               |
| 4e étape  | 26 mars | Tona - La Molina       | Étape de montagne         | 188,4         | Tejay van Garderen | Bart De Clercq               |
| 5e étape  | 27 mars | Alp - Valls            | Étape vallonnée           | 195,4         | Alejandro Valverde | Richie Porte                 |
| 6e étape  | 28 mars | Cervera - PortAventura | Étape de moyenne montagne | 194,1         | Sergey Chernetskiy | Richie Porte                 |
| 7e étape  | 29 mars | Barcelone - Montjuïc   | Étape vallonnée           | 126,6         | Alejandro Valverde | Richie Porte                 |

## Déroulement de la course

### 1reétape
| Classement de l'étape | Classement de l'étape | Classement de l'étape | Classement de l'étape  | Classement de l'étape |
|                       | Coureur               | Pays                  | Équipe                 | Temps                 |
| --------------------- | --------------------- | --------------------- | ---------------------- | --------------------- |
| 1er                   | Maciej Paterski       | Pologne               | CCC Sprandi Polkowice  | en 4 h 33 min 41 s    |
| 2e                    | Pierre Rolland        | France                | Europcar               | + 0 s                 |
| 3e                    | Bart De Clercq        | Belgique              | Lotto-Soudal           | + 2 s                 |
| 4e                    | Tosh Van der Sande    | Belgique              | Lotto-Soudal           | + 2 min 40 s          |
| 5e                    | Julian Alaphilippe    | France                | Etixx-Quick Step       | + 2 min 40 s          |
| 6e                    | Paolo Tiralongo       | Italie                | Astana                 | + 2 min 40 s          |
| 7e                    | Enrico Gasparotto     | Italie                | Wanty-Groupe Gobert    | + 2 min 40 s          |
| 8e                    | Bryan Coquard         | France                | Europcar               | + 2 min 40 s          |
| 9e                    | Carlos Barbero        | Espagne               | Caja Rural-Seguros RGA | + 2 min 40 s          |
| 10e                   | Julien Simon          | France                | Cofidis                | + 2 min 40 s          |
| modifier              |                       |                       |                        |                       |

| Classement général | Classement général | Classement général | Classement général    | Classement général |
|                    | Coureur            | Pays               | Équipe                | Temps              |
| ------------------ | ------------------ | ------------------ | --------------------- | ------------------ |
| 1er                | Maciej Paterski    | Pologne            | CCC Sprandi Polkowice | en 4 h 33 min 31 s |
| 2e                 | Pierre Rolland     | France             | Europcar              | + 4 s              |
| 3e                 | Bart De Clercq     | Belgique           | Lotto-Soudal          | + 8 s              |
| 4e                 | Wout Poels         | Pays-Bas           | Sky                   | + 2 min 47 s       |
| 5e                 | Nicolas Roche      | Irlande            | Sky                   | + 2 min 48 s       |
| 6e                 | Daniel Martin      | Irlande            | Cannondale-Garmin     | + 2 min 49 s       |
| 7e                 | Tosh Van der Sande | Belgique           | Lotto-Soudal          | + 2 min 50 s       |
| 8e                 | Julian Alaphilippe | France             | Etixx-Quick Step      | + 2 min 50 s       |
| 9e                 | Paolo Tiralongo    | Italie             | Astana                | + 2 min 50 s       |
| 10e                | Enrico Gasparotto  | Italie             | Wanty-Groupe Gobert   | + 2 min 50 s       |
| modifier           |                    |                    |                       |                    |

### 2eétape
| Classement de l'étape | Classement de l'étape | Classement de l'étape | Classement de l'étape        | Classement de l'étape |
|                       | Coureur               | Pays                  | Équipe                       | Temps                 |
| --------------------- | --------------------- | --------------------- | ---------------------------- | --------------------- |
| 1er                   | Alejandro Valverde    | Espagne               | Movistar                     | en 5 h 2 min 49 s     |
| 2e                    | José Joaquín Rojas    | Espagne               | Movistar                     | m.t                   |
| 3e                    | Martin Elmiger        | Suisse                | IAM                          | m.t                   |
| 4e                    | Jonathan Hivert       | France                | Bretagne-Séché Environnement | m.t                   |
| 5e                    | Wilco Kelderman       | Pays-Bas              | Lotto NL-Jumbo               | m.t                   |
| 6e                    | Julien Simon          | France                | Cofidis                      | m.t                   |
| 7e                    | Eduard Prades         | Espagne               | Caja Rural-Seguros RGA       | m.t                   |
| 8e                    | Fábio Silvestre       | Portugal              | Trek Factory Racing          | m.t                   |
| 9e                    | Pavel Kochetkov       | Russie                | Katusha                      | m.t                   |
| 10e                   | Davide Malacarne      | Italie                | Astana                       | m.t                   |
| modifier              |                       |                       |                              |                       |

| Classement général | Classement général | Classement général | Classement général    | Classement général |
|                    | Coureur            | Pays               | Équipe                | Temps              |
| ------------------ | ------------------ | ------------------ | --------------------- | ------------------ |
| 1er                | Maciej Paterski    | Pologne            | CCC Sprandi Polkowice | en 9 h 36 min 20 s |
| 2e                 | Pierre Rolland     | France             | Europcar              | + 4 s              |
| 3e                 | Bart De Clercq     | Belgique           | Lotto-Soudal          | + 8 s              |
| 4e                 | Alejandro Valverde | Espagne            | Movistar              | + 2 min 40 s       |
| 5e                 | José Joaquín Rojas | Espagne            | Movistar              | + 2 min 44 s       |
| 6e                 | Martin Elmiger     | Suisse             | IAM                   | + 2 min 46 s       |
| 7e                 | Wout Poels         | Pays-Bas           | Sky                   | + 2 min 47 s       |
| 8e                 | Nicolas Roche      | Irlande            | Sky                   | + 2 min 48 s       |
| 9e                 | Daniel Martin      | Irlande            | Cannondale-Garmin     | + 2 min 49 s       |
| 10e                | Julien Simon       | France             | Cofidis               | + 2 min 50 s       |
| modifier           |                    |                    |                       |                    |

### 3eétape
| Classement de l'étape | Classement de l'étape | Classement de l'étape | Classement de l'étape | Classement de l'étape |
|                       | Coureur               | Pays                  | Équipe                | Temps                 |
| --------------------- | --------------------- | --------------------- | --------------------- | --------------------- |
| 1er                   | Domenico Pozzovivo    | Italie                | AG2R La Mondiale      | en 3 h 52 min 37 s    |
| 2e                    | Rigoberto Urán        | Colombie              | Etixx-Quick Step      | + 3 s                 |
| 3e                    | Daniel Martin         | Irlande               | Cannondale-Garmin     | + 3 s                 |
| 4e                    | Alberto Contador      | Espagne               | Tinkoff-Saxo          | + 3 s                 |
| 5e                    | Fabio Aru             | Italie                | Astana                | + 3 s                 |
| 6e                    | Richie Porte          | Australie             | Sky                   | + 3 s                 |
| 7e                    | Andrew Talansky       | États-Unis            | Cannondale-Garmin     | + 3 s                 |
| 8e                    | Diego Rosa            | Italie                | Astana                | + 22 s                |
| 9e                    | Wilco Kelderman       | Pays-Bas              | Lotto NL-Jumbo        | + 22 s                |
| 10e                   | Alberto Losada        | Espagne               | Katusha               | + 22 s                |
| modifier              |                       |                       |                       |                       |

| Classement général | Classement général | Classement général | Classement général    | Classement général  |
|                    | Coureur            | Pays               | Équipe                | Temps               |
| ------------------ | ------------------ | ------------------ | --------------------- | ------------------- |
| 1er                | Pierre Rolland     | France             | Europcar              | en 13 h 29 min 23 s |
| 2e                 | Maciej Paterski    | Pologne            | CCC Sprandi Polkowice | + 1 min 8 s         |
| 3e                 | Bart De Clercq     | Belgique           | Lotto-Soudal          | + 1 min 16 s        |
| 4e                 | Domenico Pozzovivo | Italie             | AG2R La Mondiale      | + 2 min 14 s        |
| 5e                 | Rigoberto Urán     | Colombie           | Etixx-Quick Step      | + 2 min 21 s        |
| 6e                 | Daniel Martin      | Irlande            | Cannondale-Garmin     | + 2 min 22 s        |
| 7e                 | Alberto Contador   | Espagne            | Tinkoff-Saxo          | + 2 min 27 s        |
| 8e                 | Richie Porte       | Australie          | Sky                   | + 2 min 27 s        |
| 9e                 | Fabio Aru          | Italie             | Astana                | + 2 min 27 s        |
| 10e                | Andrew Talansky    | États-Unis         | Cannondale-Garmin     | + 2 min 27 s        |
| modifier           |                    |                    |                       |                     |

### 4eétape
| Classement de l'étape | Classement de l'étape | Classement de l'étape | Classement de l'étape | Classement de l'étape |
|                       | Coureur               | Pays                  | Équipe                | Temps                 |
| --------------------- | --------------------- | --------------------- | --------------------- | --------------------- |
| 1er                   | Tejay van Garderen    | États-Unis            | BMC Racing            | en 5 h 0 min 36 s     |
| 2e                    | Richie Porte          | Australie             | Sky                   | + 3 s                 |
| 3e                    | Alberto Contador      | Espagne               | Tinkoff-Saxo          | + 8 s                 |
| 4e                    | Daniel Martin         | Irlande               | Cannondale-Garmin     | + 8 s                 |
| 5e                    | Wilco Kelderman       | Pays-Bas              | Lotto NL-Jumbo        | + 8 s                 |
| 6e                    | Darwin Atapuma        | Colombie              | BMC Racing            | + 11 s                |
| 7e                    | Domenico Pozzovivo    | Italie                | AG2R La Mondiale      | + 15 s                |
| 8e                    | Alejandro Valverde    | Espagne               | Movistar              | + 19 s                |
| 9e                    | Vasil Kiryienka       | Biélorussie           | Sky                   | + 21 s                |
| 10e                   | Rafael Valls          | Espagne               | Lampre-Merida         | + 21 s                |
| modifier              |                       |                       |                       |                       |

| Classement général | Classement général | Classement général | Classement général | Classement général |
|                    | Coureur            | Pays               | Équipe             | Temps              |
| ------------------ | ------------------ | ------------------ | ------------------ | ------------------ |
| 1er                | Bart De Clercq     | Belgique           | Lotto-Soudal       | en 18 h 32 min 2 s |
| 2e                 | Richie Porte       | Australie          | Sky                | + 21 s             |
| 3e                 | Domenico Pozzovivo | Italie             | AG2R La Mondiale   | + 26 s             |
| 4e                 | Daniel Martin      | Irlande            | Cannondale-Garmin  | + 27 s             |
| 5e                 | Alberto Contador   | Espagne            | Tinkoff-Saxo       | + 28 s             |
| 6e                 | Rigoberto Urán     | Colombie           | Etixx-Quick Step   | + 45 s             |
| 7e                 | Fabio Aru          | Italie             | Astana             | + 48 s             |
| 8e                 | Wilco Kelderman    | Pays-Bas           | Lotto NL-Jumbo     | + 51 s             |
| 9e                 | Alejandro Valverde | Espagne            | Movistar           | + 52 s             |
| 10e                | Darwin Atapuma     | Colombie           | BMC Racing         | + 54 s             |
| modifier           |                    |                    |                    |                    |

### 5eétape
| Classement de l'étape | Classement de l'étape | Classement de l'étape | Classement de l'étape | Classement de l'étape |
|                       | Coureur               | Pays                  | Équipe                | Temps                 |
| --------------------- | --------------------- | --------------------- | --------------------- | --------------------- |
| 1er                   | Alejandro Valverde    | Espagne               | Movistar              | en 4 h 25 min 52 s    |
| 2e                    | Rigoberto Urán        | Colombie              | Etixx-Quick Step      | + 5 s                 |
| 3e                    | Paolo Tiralongo       | Italie                | Astana                | + 5 s                 |
| 4e                    | Richie Porte          | Australie             | Sky                   | + 5 s                 |
| 5e                    | Fabio Aru             | Italie                | Astana                | + 5 s                 |
| 6e                    | Domenico Pozzovivo    | Italie                | AG2R La Mondiale      | + 5 s                 |
| 7e                    | Alberto Contador      | Espagne               | Tinkoff-Saxo          | + 5 s                 |
| 8e                    | David López García    | Espagne               | Sky                   | + 12 s                |
| 9e                    | Darwin Atapuma        | Colombie              | BMC Racing            | + 5 s                 |
| 10e                   | Tejay van Garderen    | États-Unis            | BMC Racing            | + 5 s                 |
| modifier              |                       |                       |                       |                       |

| Classement général | Classement général | Classement général | Classement général | Classement général  |
|                    | Coureur            | Pays               | Équipe             | Temps               |
| ------------------ | ------------------ | ------------------ | ------------------ | ------------------- |
| 1er                | Richie Porte       | Australie          | Sky                | en 22 h 58 min 20 s |
| 2e                 | Domenico Pozzovivo | Italie             | AG2R La Mondiale   | + 5 s               |
| 3e                 | Alberto Contador   | Espagne            | Tinkoff-Saxo       | + 7 s               |
| 4e                 | Alejandro Valverde | Espagne            | Movistar           | + 16 s              |
| 5e                 | Rigoberto Urán     | Colombie           | Etixx-Quick Step   | + 18 s              |
| 6e                 | Fabio Aru          | Italie             | Astana             | + 27 s              |
| 7e                 | Darwin Atapuma     | Colombie           | BMC Racing         | + 33 s              |
| 8e                 | Rafael Valls       | Espagne            | Lampre-Merida      | + 43 s              |
| 9e                 | Wilco Kelderman    | Pays-Bas           | Lotto NL-Jumbo     | + 1 min 9 s         |
| 10e                | Daniel Martin      | Irlande            | Cannondale-Garmin  | + 1 min 35 s        |
| modifier           |                    |                    |                    |                     |

### 6eétape
| Classement de l'étape | Classement de l'étape | Classement de l'étape | Classement de l'étape        | Classement de l'étape |
|                       | Coureur               | Pays                  | Équipe                       | Temps                 |
| --------------------- | --------------------- | --------------------- | ---------------------------- | --------------------- |
| 1er                   | Sergey Chernetskiy    | Russie                | Katusha                      | en 4 h 42 min 47 s    |
| 2e                    | Julian Alaphilippe    | France                | Etixx-Quick Step             | + 0 s                 |
| 3e                    | Maciej Paterski       | Pologne               | CCC Sprandi Polkowice        | + 0 s                 |
| 4e                    | Marc Soler            | Espagne               | Movistar                     | + 0 s                 |
| 5e                    | Jonathan Hivert       | France                | Bretagne-Séché Environnement | + 0 s                 |
| 6e                    | Tejay van Garderen    | États-Unis            | BMC Racing                   | + 0 s                 |
| 7e                    | Georg Preidler        | Autriche              | Giant-Alpecin                | + 0 s                 |
| 8e                    | Rudy Molard           | France                | Cofidis                      | + 0 s                 |
| 9e                    | Thomas Danielson      | États-Unis            | Cannondale-Garmin            | + 3 s                 |
| 10e                   | Carlos Verona         | Espagne               | Etixx-Quick Step             | + 3 s                 |
| modifier              |                       |                       |                              |                       |

| Classement général | Classement général | Classement général | Classement général | Classement général  |
|                    | Coureur            | Pays               | Équipe             | Temps               |
| ------------------ | ------------------ | ------------------ | ------------------ | ------------------- |
| 1er                | Richie Porte       | Australie          | Sky                | en 27 h 42 min 57 s |
| 2e                 | Domenico Pozzovivo | Italie             | AG2R La Mondiale   | + 5 s               |
| 3e                 | Alberto Contador   | Espagne            | Tinkoff-Saxo       | + 7 s               |
| 4e                 | Alejandro Valverde | Espagne            | Movistar           | + 16 s              |
| 5e                 | Rigoberto Urán     | Colombie           | Etixx-Quick Step   | + 18 s              |
| 6e                 | Fabio Aru          | Italie             | Astana             | + 27 s              |
| 7e                 | Darwin Atapuma     | Colombie           | BMC Racing         | + 33 s              |
| 8e                 | Rafael Valls       | Espagne            | Lampre-Merida      | + 43 s              |
| 9e                 | Wilco Kelderman    | Pays-Bas           | Lotto NL-Jumbo     | + 1 min 9 s         |
| 10e                | Daniel Martin      | Irlande            | Cannondale-Garmin  | + 1 min 35 s        |
| modifier           |                    |                    |                    |                     |

### 7eétape
| Classement de l'étape | Classement de l'étape | Classement de l'étape | Classement de l'étape | Classement de l'étape |
|                       | Coureur               | Pays                  | Équipe                | Temps                 |
| --------------------- | --------------------- | --------------------- | --------------------- | --------------------- |
| 1er                   | Alejandro Valverde    | Espagne               | Movistar              | en 2 h 47 min 33 s    |
| 2e                    | Bryan Coquard         | France                | Europcar              | m.t                   |
| 3e                    | Sergey Chernetskiy    | Russie                | Katusha               | m.t                   |
| 4e                    | Jarlinson Pantano     | Colombie              | IAM                   | m.t                   |
| 5e                    | Romain Hardy          | France                | Cofidis               | m.t                   |
| 6e                    | José Joaquín Rojas    | Espagne               | Movistar              | m.t                   |
| 7e                    | Rigoberto Urán        | Colombie              | Etixx-Quick Step      | m.t                   |
| 8e                    | Domenico Pozzovivo    | Italie                | AG2R La Mondiale      | m.t                   |
| 9e                    | Rafael Valls          | Espagne               | Lampre-Merida         | m.t                   |
| 10e                   | Gianluca Brambilla    | Italie                | Etixx-Quick Step      | m.t                   |
| modifier              |                       |                       |                       |                       |

## Classements finals

### Classement général final
| Classement général final | Classement général final | Classement général final | Classement général final | Classement général final |
|                          | Coureur                  | Pays                     | Équipe                   | Temps                    |
| ------------------------ | ------------------------ | ------------------------ | ------------------------ | ------------------------ |
| 1er                      | Richie Porte             | Australie                | Sky                      | en 30 h 30 min 30 s      |
| 2e                       | Alejandro Valverde       | Espagne                  | Movistar                 | + 4 s                    |
| 3e                       | Domenico Pozzovivo       | Italie                   | AG2R La Mondiale         | + 5 s                    |
| 4e                       | Alberto Contador         | Espagne                  | Tinkoff-Saxo             | + 7 s                    |
| 5e                       | Rigoberto Urán           | Colombie                 | Etixx-Quick Step         | + 18 s                   |
| 6e                       | Fabio Aru                | Italie                   | Astana                   | + 27 s                   |
| 7e                       | Darwin Atapuma           | Colombie                 | BMC Racing               | + 33 s                   |
| 8e                       | Rafael Valls             | Espagne                  | Lampre-Merida            | + 43 s                   |
| 9e                       | Wilco Kelderman          | Pays-Bas                 | Lotto NL-Jumbo           | + 1 min 9 s              |
| 10e                      | Daniel Martin            | Irlande                  | Cannondale-Garmin        | + 1 min 35 s             |
| modifier                 |                          |                          |                          |                          |

### Classements annexes
| Classement de la montagne | Classement de la montagne | Classement de la montagne | Classement de la montagne | Classement de la montagne |
| ------------------------- | ------------------------- | ------------------------- | ------------------------- | ------------------------- |
|                           | Coureur                   | Pays                      | Équipe                    | Point(s)                  |
| 1er                       | Thomas Danielson          | États-Unis                | Cannondale-Garmin         | 88 points                 |
| 2e                        | José Herrada              | Espagne                   | Movistar                  | 53 pts                    |
| 3e                        | Richie Porte              | Australie                 | Sky                       | 44 pts                    |
| modifier                  |                           |                           |                           |                           |

| Classement des sprints | Classement des sprints | Classement des sprints | Classement des sprints | Classement des sprints |
| ---------------------- | ---------------------- | ---------------------- | ---------------------- | ---------------------- |
|                        | Coureur                | Pays                   | Équipe                 | Point(s)               |
| 1er                    | Lluís Mas              | Espagne                | Caja Rural-Seguros RGA | 11 points              |
| 2e                     | Thomas Danielson       | États-Unis             | Cannondale-Garmin      | 5 pts                  |
| 3e                     | Rudy Molard            | France                 | Cofidis                | 4 pts                  |
| modifier               |                        |                        |                        |                        |

| Classement du meilleur jeune | Classement du meilleur jeune | Classement du meilleur jeune | Classement du meilleur jeune | Classement du meilleur jeune |
|                              | Coureur                      | Pays                         | Équipe                       | Temps                        |
| ---------------------------- | ---------------------------- | ---------------------------- | ---------------------------- | ---------------------------- |
| 1er                          | Wilco Kelderman              | Pays-Bas                     | Lotto NL-Jumbo               | en 30 h 31 min 39 s          |
| 2e                           | Warren Barguil               | France                       | Giant-Alpecin                | + 2 min 29 s                 |
| 3e                           | Dylan Teuns                  | Belgique                     | BMC Racing                   | + 33 min 19 s                |
| modifier                     |                              |                              |                              |                              |

| Classement du meilleur Catalan | Classement du meilleur Catalan | Classement du meilleur Catalan | Classement du meilleur Catalan | Classement du meilleur Catalan |
|                                | Coureur                        | Pays                           | Équipe                         | Temps                          |
| ------------------------------ | ------------------------------ | ------------------------------ | ------------------------------ | ------------------------------ |
| 1er                            | David de la Cruz               | Espagne                        | Etixx-Quick Step               | en 31 h 35 min 17 s            |
| modifier                       |                                |                                |                                |                                |

| \| Classement par équipes[1] \| Classement par équipes[1] \| Classement par équipes[1] \| Classement par équipes[1] \| \| \| Équipe \| Pays \| Temps \| \| ------------------------- \| ------------------------- \| ------------------------- \| ------------------------- \| \| 1re \| BMC Racing \| États-Unis \| en 91 h 34 min 35 s \| \| 2e \| Sky \| Royaume-Uni \| + 1 min 46 s \| \| 3e \| Cannondale-Garmin \| États-Unis \| + 6 min 44 s \| \| modifier \| \| \| \| |                   |             |                     |
| Classement par équipes |                   |             |                     |
| | Équipe            | Pays        | Temps               |
| 1re | BMC Racing        | États-Unis  | en 91 h 34 min 35 s |
| 2e | Sky               | Royaume-Uni | + 1 min 46 s        |
| 3e | Cannondale-Garmin | États-Unis  | + 6 min 44 s        |
| modifier |                   |             |                     |

### UCI World Tour
Ce Tour de Catalogne attribue des points pour l'UCI World Tour 2015, par équipes uniquement aux équipes ayant un label WorldTeam, individuellement uniquement aux coureurs des équipes ayant un label WorldTeam.
| Position,          | 1er | 2e | 3e | 4e | 5e | 6e | 7e | 8e | 9e | 10e |
| Classement général | 100 | 80 | 70 | 60 | 50 | 40 | 30 | 20 | 10 | 4   |
| Par étape          | 6   | 4  | 2  | 1  | 1  |    |    |    |    |     |

| Rang | Coureur            | Équipe            | Points |
| ---- | ------------------ | ----------------- | ------ |
| 1    | Richie Porte       | Sky               | 105    |
| 2    | Alejandro Valverde | Movistar          | 98     |
| 3    | Domenico Pozzovivo | AG2R La Mondiale  | 76     |
| 4    | Alberto Contador   | Tinkoff-Saxo      | 63     |
| 5    | Rigoberto Urán     | Etixx-Quick Step  | 58     |
| 6    | Fabio Aru          | Astana            | 42     |
| 7    | Darwin Atapuma     | BMC Racing        | 30     |
| 8    | Rafael Valls       | Lampre-Merida     | 20     |
| 9    | Wilco Kelderman    | Lotto NL-Jumbo    | 12     |
| 10   | Sergey Chernetskiy | Katusha           | 8      |
| 11   | Daniel Martin      | Cannondale-Garmin | 7      |
| 12   | Tejay van Garderen | BMC Racing        | 6      |
| 13   | Julian Alaphilippe | Etixx-Quick Step  | 5      |
| 14   | José Joaquín Rojas | Movistar          | 4      |
| 15   | Bart De Clercq     | Lotto-Soudal      | 2      |
| 15   | Martin Elmiger     | IAM               | 2      |
| 15   | Paolo Tiralongo    | Astana            | 2      |
| 18   | Jarlinson Pantano  | IAM               | 1      |
| 18   | Marc Soler         | Movistar          | 1      |
| 18   | Tosh Van der Sande | Lotto-Soudal      | 1      |

#### Classement individuel
Ci-dessous, le classement individuel de l'UCI World Tour à l'issue de la course et de Gand-Wevelgem qui se termine le même jour.
| Rang | Coureur            | Équipe           | Points |
| ---- | ------------------ | ---------------- | ------ |
| 1    | Richie Porte       | Sky              | 303    |
| 2    | Geraint Thomas     | Sky              | 184    |
| 3    | Domenico Pozzovivo | AG2R La Mondiale | 136    |
| 4    | Alexander Kristoff | Katusha          | 133    |
| 5    | Rigoberto Urán     | Etixx-Quick Step | 133    |
| 6    | Rohan Dennis       | BMC Racing       | 114    |
| 7    | Alberto Contador   | Tinkoff-Saxo     | 114    |
| 8    | Nairo Quintana     | Movistar         | 106    |
| 9    | John Degenkolb     | Giant-Alpecin    | 102    |
| 10   | Alejandro Valverde | Movistar         | 98     |

#### Classement par pays
Ci-dessous, le classement par pays de l'UCI World Tour à l'issue de la course et de Gand-Wevelgem qui se termine le même jour.
| Rang | Pays        | Points |
| ---- | ----------- | ------ |
| 1    | Australie   | 578    |
| 2    | Italie      | 359    |
| 3    | Espagne     | 337    |
| 4    | Colombie    | 280    |
| 5    | Pays-Bas    | 256    |
| 6    | Royaume-Uni | 194    |
| 7    | Belgique    | 166    |
| 8    | Norvège     | 133    |
| 9    | France      | 126    |
| 10   | Allemagne   | 111    |

#### Classement par équipes
Ci-dessous, le classement par équipes de l'UCI World Tour à l'issue de la course et de Gand-Wevelgem qui se termine le même jour.
| Rang | Équipe           | Points |
| ---- | ---------------- | ------ |
| 1    | Sky              | 525    |
| 2    | Etixx-Quick Step | 394    |
| 3    | Katusha          | 303    |
| 4    | Movistar         | 298    |
| 5    | BMC Racing       | 240    |
| 6    | Tinkoff-Saxo     | 218    |
| 7    | Lampre-Merida    | 187    |
| 8    | Giant-Alpecin    | 166    |
| 9    | AG2R La Mondiale | 139    |
| 10   | Orica-GreenEDGE  | 136    |

## Évolution des classements
| Étape              | Vainqueur          | Classement général | Classement de la montagne | Classement des sprints | Classement du meilleur jeune | Classement par équipes |
| ------------------ | ------------------ | ------------------ | ------------------------- | ---------------------- | ---------------------------- | ---------------------- |
| 1                  | Maciej Paterski    | Maciej Paterski    | Maciej Paterski           | Martijn Keizer         | Julian Alaphilippe           | Europcar               |
| 2                  | Alejandro Valverde | Maciej Paterski    | Maciej Paterski           | Lluís Mas              | Wilco Kelderman              | Europcar               |
| 3                  | Domenico Pozzovivo | Pierre Rolland     | Maciej Paterski           | Lluís Mas              | Wilco Kelderman              | Europcar               |
| 4                  | Tejay van Garderen | Bart De Clercq     | Thomas Danielson          | Lluís Mas              | Wilco Kelderman              | Sky                    |
| 5                  | Alejandro Valverde | Richie Porte       | Thomas Danielson          | Lluís Mas              | Wilco Kelderman              | Sky                    |
| 6                  | Sergey Chernetskiy | Richie Porte       | Thomas Danielson          | Lluís Mas              | Wilco Kelderman              | BMC Racing             |
| 7                  | Alejandro Valverde | Richie Porte       | Thomas Danielson          | Lluís Mas              | Wilco Kelderman              | BMC Racing             |
| Classements finals | Classements finals | Richie Porte       | Thomas Danielson          | Lluís Mas              | Wilco Kelderman              | BMC Racing             |

## Liste des participants
- Liste de départ complète

| Légende                          | Légende                                                                                                  | Légende                                | Légende                                                                                                  |
| -------------------------------- | --- | -------------------------------------- | --- |
| Num                              | Dossard de départ porté par le coureur sur ce Tour de Catalogne                                          | Pos                                    | Position finale au classement général                                                                    |
| Leader du classement général     | Indique le vainqueur du classement général                                                               | Leader du classement de la montagne    | Indique le vainqueur du classement de la montagne                                                        |
| Leader du classement des sprints | Indique le vainqueur du classement des sprints                                                           | Leader du classement du meilleur jeune | Indique le vainqueur du classement du meilleur jeune                                                     |
|                                  | Indique un maillot de champion national ou mondial, suivi de sa spécialité                               | #                                      | Indique la meilleure équipe                                                                              |
| NP                               | Indique un coureur qui n'a pas pris le départ d'une étape, suivi du numéro de l'étape où il s'est retiré | AB                                     | Indique un coureur qui n'a pas terminé une étape, suivi du numéro de l'étape où il s'est retiré          |
| HD                               | Indique un coureur qui a terminé une étape hors des délais, suivi du numéro de l'étape                   | *                                      | Indique un coureur en lice pour le classement du meilleur jeune (coureurs nés après le 1er janvier 1991) |

| Katusha KAT                          | Katusha KAT              | Katusha KAT |
| ------------------------------------ | ------------------------ | ----------- |
| Num                                  | Coureur                  | Pos         |
| 1                                    | Alberto Losada (ESP)     | NP-5        |
| 2                                    | Giampaolo Caruso (ITA)   | 14e         |
| 3                                    | Eduard Vorganov (RUS)    | 56e         |
| 4                                    | Sergey Chernetskiy (RUS) | 40e         |
| 5                                    | Pavel Kochetkov (RUS)    | 36e         |
| 6                                    | Egor Silin (RUS)         | 86e         |
| 7                                    | Yury Trofimov (RUS)      | 19e         |
| 8                                    | Anton Vorobyev (RUS)     | AB-7        |
| Directeur sportif : Xavier Florencio |                          |             |

| Tinkoff-Saxo TCS                    | Tinkoff-Saxo TCS               | Tinkoff-Saxo TCS |
| ----------------------------------- | ------------------------------ | ---------------- |
| Num                                 | Coureur                        | Pos              |
| 11                                  | Alberto Contador (ESP)         | 4e               |
| 12                                  | Ivan Basso (ITA)               | AB-6             |
| 13                                  | Jesús Hernández Blázquez (ESP) | AB-6             |
| 14                                  | Sérgio Paulinho (POR)          | AB-7             |
| 15                                  | Rafał Majka (POL)              | NP-5             |
| 16                                  | Michael Valgren (DEN)* (Route) | AB-7             |
| 17                                  | Michael Rogers (AUS)           | AB-4             |
| 18                                  | Robert Kišerlovski (CRO)       | 49e              |
| Directeur sportif : Steven de Jongh |                                |                  |

| BMC Racing # BMC                  | BMC Racing # BMC         | BMC Racing # BMC |
| --------------------------------- | ------------------------ | ---------------- |
| Num                               | Coureur                  | Pos              |
| 21                                | Tejay van Garderen (USA) | 30e              |
| 22                                | Samuel Sánchez (ESP)     | 68e              |
| 23                                | Peter Stetina (USA)      | 51e              |
| 24                                | Darwin Atapuma (COL)     | 7e               |
| 25                                | Ben Hermans (BEL)        | 66e              |
| 26                                | Amaël Moinard (FRA)      | 20e              |
| 27                                | Dylan Teuns (BEL)*       | 52e              |
| 28                                | Manuel Senni (ITA)*      | 98e              |
| Directeur sportif : Yvon Ledanois |                          |                  |

| Movistar MOV                          | Movistar MOV                   | Movistar MOV |
| ------------------------------------- | ------------------------------ | ------------ |
| Num                                   | Coureur                        | Pos          |
| 31                                    | Alejandro Valverde (ESP)       | 2e           |
| 32                                    | Marc Soler (ESP)*              | AB-7         |
| 33                                    | Pablo Lastras (ESP)            | AB-4         |
| 34                                    | Rubén Fernández Andújar (ESP)* | 54e          |
| 35                                    | José Joaquín Rojas (ESP)       | 62e          |
| 36                                    | José Herrada (ESP)             | 41e          |
| 37                                    | Rory Sutherland (AUS)          | AB-7         |
| 38                                    | Winner Anacona (COL)           | 94e          |
| Directeur sportif : José Luis Arrieta |                                |              |

| Sky SKY                            | Sky SKY                  | Sky SKY |
| ---------------------------------- | ------------------------ | ------- |
| Num                                | Coureur                  | Pos     |
| 41                                 | Christopher Froome (GBR) | 71e     |
| 42                                 | David López García (ESP) | 46e     |
| 43                                 | Vasil Kiryienka (BLR)    | 21e     |
| 44                                 | Richie Porte (AUS)       | 1er     |
| 45                                 | Nicolas Roche (IRL)      | 38e     |
| 46                                 | Xabier Zandio (ESP)      | AB-7    |
| 47                                 | Leopold König (CZE)      | 72e     |
| 48                                 | Wout Poels (NED)         | 24e     |
| Directeur sportif : Nicolas Portal |                          |         |

| Cannondale-Garmin TCG            | Cannondale-Garmin TCG  | Cannondale-Garmin TCG |
| -------------------------------- | ---------------------- | --------------------- |
| Num                              | Coureur                | Pos                   |
| 51                               | Daniel Martin (IRL)    | 10e                   |
| 52                               | Ryder Hesjedal (CAN)   | 104e                  |
| 53                               | Janier Acevedo (COL)   | 79e                   |
| 54                               | André Cardoso (POR)    | 37e                   |
| 55                               | Thomas Danielson (USA) | 28e                   |
| 56                               | Joe Dombrowski (USA)*  | AB-6                  |
| 57                               | Alex Howes (USA)       | AB-7                  |
| 58                               | Andrew Talansky (USA)  | 31e                   |
| Directeur sportif : Johnny Weltz |                        |                       |

| AG2R La Mondiale ALM              | AG2R La Mondiale ALM     | AG2R La Mondiale ALM |
| --------------------------------- | ------------------------ | -------------------- |
| Num                               | Coureur                  | Pos                  |
| 61                                | Romain Bardet (FRA)      | NP-5                 |
| 62                                | Carlos Betancur (COL)    | AB-7                 |
| 63                                | Sébastien Minard (FRA)   | 109e                 |
| 64                                | Ben Gastauer (LUX)       | 75e                  |
| 65                                | Mikaël Cherel (FRA)      | AB-1                 |
| 66                                | Hubert Dupont (FRA)      | 35e                  |
| 67                                | Pierre Latour (FRA)*     | 96e                  |
| 68                                | Domenico Pozzovivo (ITA) | 3e                   |
| Directeur sportif : Didier Jannel |                          |                      |

| Astana AST                          | Astana AST                | Astana AST |
| ----------------------------------- | ------------------------- | ---------- |
| Num                                 | Coureur                   | Pos        |
| 71                                  | Fabio Aru (ITA)           | 6e         |
| 72                                  | Miguel Ángel López (COL)* | AB-5       |
| 73                                  | Mikel Landa (ESP)         | 47e        |
| 74                                  | Paolo Tiralongo (ITA)     | 29e        |
| 75                                  | Dario Cataldo (ITA)       | 34e        |
| 76                                  | Davide Malacarne (ITA)    | 81e        |
| 77                                  | Tanel Kangert (EST)       | 64e        |
| 78                                  | Diego Rosa (ITA)          | 33e        |
| Directeur sportif : Alexandr Shefer |                           |            |

| Etixx-Quick Step EQS               | Etixx-Quick Step EQS      | Etixx-Quick Step EQS |
| ---------------------------------- | ------------------------- | -------------------- |
| Num                                | Coureur                   | Pos                  |
| 81                                 | Rigoberto Urán (COL)      | 5e                   |
| 82                                 | David de la Cruz (ESP)    | 93e                  |
| 83                                 | Carlos Verona (ESP)*      | 58e                  |
| 84                                 | Pieter Serry (BEL)        | AB-3                 |
| 85                                 | Petr Vakoč (CZE)*         | 73e                  |
| 86                                 | Gianluca Brambilla (ITA)  | 18e                  |
| 87                                 | Maxime Bouet (FRA)        | AB-7                 |
| 88                                 | Julian Alaphilippe (FRA)* | AB-7                 |
| Directeur sportif : Jan Schaffrath |                           |                      |

| FDJ                                 | FDJ                             | FDJ  |
| ----------------------------------- | ------------------------------- | ---- |
| Num                                 | Coureur                         | Pos  |
| 91                                  | Kenny Elissonde (FRA)*          | AB-7 |
| 92                                  | Jussi Veikkanen (FIN) (Route)   | 95e  |
| 93                                  | Alexandre Geniez (FRA)          | AB-6 |
| 94                                  | Anthony Roux (FRA)              | AB-3 |
| 95                                  | Olivier Le Gac (FRA)*           | AB-7 |
| 96                                  | Pierre-Henri Lecuisinier (FRA)* | 55e  |
| 97                                  | Kévin Réza (FRA)                | 59e  |
| 98                                  | Lorrenzo Manzin (FRA)*          | AB-7 |
| Directeur sportif : Thierry Bricaud |                                 |      |

| IAM                              | IAM                          | IAM  |
| -------------------------------- | ---------------------------- | ---- |
| Num                              | Coureur                      | Pos  |
| 101                              | Jérôme Coppel (FRA)          | 48e  |
| 102                              | Matteo Pelucchi (ITA)        | AB-4 |
| 103                              | Martin Elmiger (SUI) (Route) | 67e  |
| 104                              | Clément Chevrier (FRA)*      | NP-6 |
| 105                              | Jarlinson Pantano (COL)      | 11e  |
| 106                              | Simon Pellaud (SUI)*         | AB-4 |
| 107                              | Lawrence Warbasse (USA)      | 74e  |
| 108                              | Marcel Wyss (SUI)            | 112e |
| Directeur sportif : Mario Chiesa |                              |      |

| Lampre-Merida LAM                 | Lampre-Merida LAM           | Lampre-Merida LAM |
| --------------------------------- | --------------------------- | ----------------- |
| Num                               | Coureur                     | Pos               |
| 111                               | Rafael Valls (ESP)          | 8e                |
| 112                               | Przemysław Niemiec (POL)    | NP-7              |
| 113                               | Roberto Ferrari (ITA)       | AB-7              |
| 114                               | Jan Polanc (SLO)*           | AB-7              |
| 115                               | Mattia Cattaneo (ITA)       | 116e              |
| 116                               | Kristijan Đurasek (CRO)     | AB-7              |
| 117                               | Tsgabu Grmay (ETH)* (Route) | 91e               |
| 118                               | Ilia Koshevoy (BLR)*        | AB-7              |
| Directeur sportif : Orlando Maini |                             |                   |

| Lotto-Soudal LTS                | Lotto-Soudal LTS            | Lotto-Soudal LTS |
| ------------------------------- | --------------------------- | ---------------- |
| Num                             | Coureur                     | Pos              |
| 121                             | Sander Armée (BEL)          | 88e              |
| 122                             | Bart De Clercq (BEL)        | 16e              |
| 123                             | Thomas De Gendt (BEL)       | AB-4             |
| 124                             | Gregory Henderson (NZL)     | AB-6             |
| 125                             | Boris Vallée (BEL)*         | NP-6             |
| 126                             | Jurgen Van den Broeck (BEL) | 23e              |
| 127                             | Tosh Van der Sande (BEL)    | AB-7             |
| 128                             | Louis Vervaeke (BEL)*       | HD-3             |
| Directeur sportif : Mario Aerts |                             |                  |

| Orica-GreenEDGE OGE                  | Orica-GreenEDGE OGE    | Orica-GreenEDGE OGE |
| ------------------------------------ | ---------------------- | ------------------- |
| Num                                  | Coureur                | Pos                 |
| 131                                  | Christian Meier (CAN)  | 63e                 |
| 132                                  | Ivan Santaromita (ITA) | AB-2                |
| 133                                  | Brett Lancaster (AUS)  | AB-7                |
| 134                                  | Esteban Chaves (COL)   | 13e                 |
| 135                                  | Caleb Ewan (AUS)*      | AB-3                |
| 136                                  | Damien Howson (AUS)*   | AB-1                |
| 137                                  | Cameron Meyer (AUS)    | 108e                |
| 138                                  | Sam Bewley (NZL)       | 115e                |
| Directeur sportif : David McPartland |                        |                     |

| Giant-Alpecin TGA               | Giant-Alpecin TGA         | Giant-Alpecin TGA |
| ------------------------------- | ------------------------- | ----------------- |
| Num                             | Coureur                   | Pos               |
| 141                             | Luka Mezgec (SLO)         | 107e              |
| 142                             | Warren Barguil (FRA)*     | 17e               |
| 143                             | Johannes Fröhlinger (GER) | 117e              |
| 144                             | Lawson Craddock (USA)*    | AB-7              |
| 145                             | Carter Jones (USA)        | NP-7              |
| 146                             | Georg Preidler (AUT)      | 65e               |
| 147                             | Daan Olivier (NED)*       | AB-4              |
| 148                             | Tom Stamsnijder (NED)     | AB-4              |
| Directeur sportif : Addy Engels |                           |                   |

| Lotto NL-Jumbo TLJ                | Lotto NL-Jumbo TLJ        | Lotto NL-Jumbo TLJ |
| --------------------------------- | ------------------------- | ------------------ |
| Num                               | Coureur                   | Pos                |
| 151                               | George Bennett (NZL)      | AB-5               |
| 152                               |                           |                    |
| 153                               | Laurens ten Dam (NED)     | AB-6               |
| 154                               | Martijn Keizer (NED)      | 105e               |
| 155                               | Wilco Kelderman (NED)*    | 9e                 |
| 156                               | Steven Kruijswijk (NED)   | 15e                |
| 157                               | Nick van der Lijke (NED)* | NP-2               |
| 158                               | Timo Roosen (NED)*        | 103e               |
| Directeur sportif : Frans Maassen |                           |                    |

| Trek Factory Racing TFR            | Trek Factory Racing TFR      | Trek Factory Racing TFR |
| ---------------------------------- | ---------------------------- | ----------------------- |
| Num                                | Coureur                      | Pos                     |
| 161                                | Haimar Zubeldia (ESP)        | 26e                     |
| 162                                | Fumiyuki Beppu (JPN)         | 118e                    |
| 163                                | Jasper Stuyven (BEL)*        | NP-6                    |
| 164                                | Matthew Busche (USA)         | AB-1                    |
| 165                                | Fábio Silvestre (POR)        | AB-7                    |
| 166                                | Calvin Watson (AUS)*         | AB-7                    |
| 167                                | Riccardo Zoidl (AUT) (Route) | 22e                     |
| 168                                | Marco Coledan (ITA)          | AB-7                    |
| Directeur sportif : Alain Gallopin |                              |                         |

| Caja Rural-Seguros RGA CJR             | Caja Rural-Seguros RGA CJR | Caja Rural-Seguros RGA CJR |
| -------------------------------------- | -------------------------- | -------------------------- |
| Num                                    | Coureur                    | Pos                        |
| 171                                    | David Arroyo (ESP)         | 32e                        |
| 172                                    | Eduard Prades (ESP)        | AB-6                       |
| 173                                    | Sergio Pardilla (ESP)      | 12e                        |
| 174                                    | Amets Txurruka (ESP)       | 84e                        |
| 175                                    | Lluís Mas (ESP)            | 111e                       |
| 176                                    | Carlos Barbero (ESP)*      | 106e                       |
| 177                                    | Ricardo Vilela (POR)       | AB-6                       |
| 178                                    | Heiner Parra (COL)*        | 78e                        |
| Directeur sportif : Eugenio Goikoetxea |                            |                            |

| Bretagne-Séché Environnement BSE      | Bretagne-Séché Environnement BSE | Bretagne-Séché Environnement BSE |
| ------------------------------------- | -------------------------------- | -------------------------------- |
| Num                                   | Coureur                          | Pos                              |
| 181                                   | Jonathan Hivert (FRA)            | 43e                              |
| 182                                   | Eduardo Sepúlveda (ARG)*         | 70e                              |
| 183                                   | Armindo Fonseca (FRA)            | AB-7                             |
| 184                                   | Matthieu Boulo (FRA)             | 101e                             |
| 185                                   | Benoît Jarrier (FRA)             | AB-7                             |
| 186                                   | Christophe Laborie (FRA)         | 114e                             |
| 187                                   | Kévin Ledanois (FRA)*            | AB-4                             |
| 188                                   | Florian Vachon (FRA)             | 82e                              |
| Directeur sportif : Sébastien Hinault |                                  |                                  |

| CCC Sprandi Polkowice CCC         | CCC Sprandi Polkowice CCC | CCC Sprandi Polkowice CCC |
| --------------------------------- | ------------------------- | ------------------------- |
| Num                               | Coureur                   | Pos                       |
| 191                               | Stefan Schumacher (GER)   | 113e                      |
| 192                               | Adrian Honkisz (POL)      | 97e                       |
| 193                               | Maciej Paterski (POL)     | 42e                       |
| 194                               | Jan Hirt (CZE)*           | 110e                      |
| 195                               | Marek Rutkiewicz (POL)    | 99e                       |
| 196                               | Sylwester Szmyd (POL)     | 85e                       |
| 197                               | Josef Černý (CZE)*        | AB-7                      |
| 198                               | Branislau Samoilau (BLR)  | 102e                      |
| Directeur sportif : Piotr Wadecki |                           |                           |

| Cofidis COF                     | Cofidis COF           | Cofidis COF |
| ------------------------------- | --------------------- | ----------- |
| Num                             | Coureur               | Pos         |
| 201                             | Daniel Navarro (ESP)  | AB-7        |
| 202                             | Luis Ángel Maté (ESP) | 25e         |
| 203                             | Yoann Bagot (FRA)     | 57e         |
| 204                             | Romain Hardy (FRA)    | 76e         |
| 205                             | Rudy Molard (FRA)     | 44e         |
| 206                             | Julien Simon (FRA)    | 60e         |
| 207                             | Steve Chainel (FRA)   | 87e         |
| 208                             | Loïc Chetout (FRA)*   | 100e        |
| Directeur sportif : Didier Rous |                       |             |

| Colombia COL                          | Colombia COL             | Colombia COL |
| ------------------------------------- | ------------------------ | ------------ |
| Num                                   | Coureur                  | Pos          |
| 211                                   | Alex Cano (COL)          | 27e          |
| 212                                   | Daniel Martínez (COL)*   | AB-7         |
| 213                                   | Edward Díaz (COL)*       | AB-6         |
| 214                                   | Leonardo Duque (COL)     | 80e          |
| 215                                   | Jonathan Paredes (COL)   | AB-1         |
| 216                                   | Walter Pedraza (COL)     | 92e          |
| 217                                   | Cayetano Sarmiento (COL) | 119e         |
| 218                                   | Rodolfo Torres (COL)     | AB-2         |
| Directeur sportif : Oscar Pelliccioli |                          |              |

| Europcar EUC                        | Europcar EUC             | Europcar EUC |
| ----------------------------------- | ------------------------ | ------------ |
| Num                                 | Coureur                  | Pos          |
| 221                                 | Pierre Rolland (FRA)     | 39e          |
| 222                                 | Romain Sicard (FRA)      | 45e          |
| 223                                 | Perrig Quéméneur (FRA)   | AB-4         |
| 224                                 | Julien Morice (FRA)*     | AB-6         |
| 225                                 | Bryan Coquard (FRA)*     | 83e          |
| 226                                 | Jérôme Cousin (FRA)      | 90e          |
| 227                                 | Cyril Gautier (FRA)      | 53e          |
| 228                                 | Fabrice Jeandesboz (FRA) | 77e          |
| Directeur sportif : Andy Flickinger |                          |              |

| Wanty-Groupe Gobert WGG            | Wanty-Groupe Gobert WGG | Wanty-Groupe Gobert WGG |
| ---------------------------------- | ----------------------- | ----------------------- |
| Num                                | Coureur                 | Pos                     |
| 231                                | Enrico Gasparotto (ITA) | 50e                     |
| 232                                | Jérôme Baugnies (BEL)   | HD-3                    |
| 233                                | Francis De Greef (BEL)  | 69e                     |
| 234                                | Tim De Troyer (BEL)     | HD-3                    |
| 235                                | Jan Ghyselinck (BEL)    | NP-6                    |
| 236                                | Marco Minnaard (NED)    | 61e                     |
| 237                                | Yannick Eijssen (BEL)   | 89e                     |
| 238                                | Danilo Napolitano (ITA) | AB-5                    |
| Directeur sportif : Steven De Neef |                         |                         |